# Бигосово
Бигосово (бел. Біго́сава) — агрогородок (до 2010 — посёлок) в Верхнедвинском районе Витебской области Беларуси. Административный центр Бигосовского сельсовета. Расположен за 18 км на северо-запад от Верхнедвинска на реке Росице. В агрогородке расположена железнодорожная станция на линии Полоцк — Даугавпилс.

## История
Посёлок возник в 1866 году при строительстве Риго-Орловской железной дороги и первоначально назывался станцией Георгиевской, включая деревянное строение станции, пакгауз и жилой дом. В 1904 году станция Георгиевская Сушковской волости насчитывала 3 двора и 23 жителя. В 1901 году были построены новые дома для персонала станции.
С 1924 года — в составе Белорусской ССР, центр сельсовета Дриссенского района Полоцкого круга (до 26.6.1930). Бигосово приобрело статус пограничной станции и началось строительство капитального здания железнодорожного вокзала, который принял первых пассажиров в 1926 году. В начале 1930-х годов в Бигосово работал валютный универмаг Торгсина.
В начале июля 1941 года Бигосово была оккупирована немецкими войсками. Со станции немцы вывозили в Германию награбленные хлеб, ценности, населения, часть из которого направлялась в концлагере, а вторая часть на работу на оккупированных территориях. К концу 1941 года в окрестностях Бигосово развернулось партизанское движение.
С 20.9.1944 — в Полоцкой, с 8.1.1954 — в Витебской областях. С 25.12.1962 — в Верхнедвинском районе.
В 1957 году в Бигосово был построен завод «Зооветинструмент», современный ОАО «Инвет» — градообразующие предприятие в Верхнедвинском районе. 
В 1994 году начала действовать римско-католическая Троицкая часовня.
В 2005 году был открыт православный храм Архангела Михаила.
В 2011 году деревня Бигосово преобразована в агрогородок. 

## Население
- 1904 год — 23 жителя.
- 2001 год — 2126 жителей.
- 2009 год — 1762 жителя, 772 хозяйства[7].
- 2019 год — 1427 жителей[1].

## Экономика
- Завод ОАО «Инвет»[8]
- Агропромышленное предприятие ОАО «Балины»

## Инфраструктура
В агрогородке расположены пограничная застава и отделение пограничного контроля.
В Бигосово находятся музыкальная школа, средняя школа, детский сад, Дом культуры, библиотека, больница, отделения связи и «Беларусбанка», 9 магазинов.
Существует железнодорожное сообщение с городами Полоцк и Витебск.

## Культура
- Дом культуры
- Историко-краеведческий музей ГУО "Бигосовская средняя школа Верхнедвинского района имени Героя Советского Союза Э. В. Лавриновича"

## Достопримечательность
- Железнодорожный вокзал (1924—1926) —  Историко-культурная ценность Республики Беларусь, шифр 212Г000228
- Римско-католическая Троицкая часовня (1994)
- Православный храм Архангела Михаила (2005)

### Памятник, скульптура
- Мемориальная доска Герою Советского Союза Э. В. Лавриновичу

## Известные уроженцы
- Ивановский Владимир Сергеевич (род. 1967) — российский военачальник, Начальник Главного управления военной полиции Минобороны России, генерал-лейтенант.